# Distrito electoral universitario
Un distrito electoral universitario (en inglés university constituency) es un distrito electoral, utilizado en las elecciones para una legislatura, que representa a los miembros de una o más universidades en lugar de residentes de un área geográfica. Las circunscripciones universitarias pueden o no implicar votaciones plurales, en las que algunos votantes son elegibles para votar tanto en una circunscripción universitaria como en una circunscripción geográfica.
Los distritos universitarios se originaron en Escocia, donde los representantes de las antiguas universidades de Escocia se sentaron en los Estados del Parlamento unicamerales. Cuando Jacobo VI heredó el trono inglés en 1603, el sistema fue adoptado por el Parlamento de Inglaterra. El sistema se continuó en el Parlamento de Gran Bretaña (desde 1707 a 1800) y el Parlamento del Reino Unido hasta 1950. También se usó en el Parlamento de Irlanda, en el Reino de Irlanda, de 1613 a 1800, y en el Estado Libre de Irlanda desde 1922 hasta 1936.
Las circunscripciones universitarias también han existido en Japón y en algunos países del Imperio Británico, como India.
En la actualidad hay dos circunscripciones universitarias en el Seanad Éireann, la cámara alta de la legislatura de la República de Irlanda. También existen dos circunscripciones universitarias en el Senado de Ruanda.

## Otros países
- Australia: el distrito electoral de la Universidad de Sídney puso un miembro de la Asamblea Legislativa de Nueva Gales del Sur entre 1876 y 1880. Fue abolido un año después de que el segundo miembro electo, Edmund Barton, ocupara su puesto. Los graduados de la Universidad de Sídney llevaban batas académicas mientras votaban.
- India: India tenía circunscripciones universitarias antes de la independencia, pero éstas fueron abolidas con la adopción de la moderna Constitución de la India. Sin embargo, hoy el presidente de la India tiene la autoridad de designar no más de doce científicos, artistas u otras personas que tienen conocimientos especiales en campos similares, al Rajya Sabha, la cámara alta del Parlamento de la India. Actualmente, las cámaras superiores de las legislaturas estatales en seis estados tienen circunscripciones de graduados, que eligen una doceava parte de sus miembros. La circunscripción de cada graduado se define geográficamente en lugar de por universidad; los graduados de cualquier universidad india aprobada pueden optar por inscribirse en el distrito electoral de los graduados de su lugar de residencia en lugar de registrarse en el distrito electoral ordinario.
- Ruanda: dos miembros del Senado de Ruanda son elegidos por el personal de las universidades.
- Trece Colonias: el College of William and Mary ocupó un asiento en la Cámara de los Ciudadanos de la Colonia de Virginia en 1693, y recibió el respaldo de impuestos sobre el tabaco y las pieles. Este asiento fue revocado después de que la Cámara de los Ciudadanos se convirtiera en la Cámara de Delegados de la Mancomunidad de Virginia dentro de los recientemente independientes Estados Unidos de América.